# Goździk kartuzek

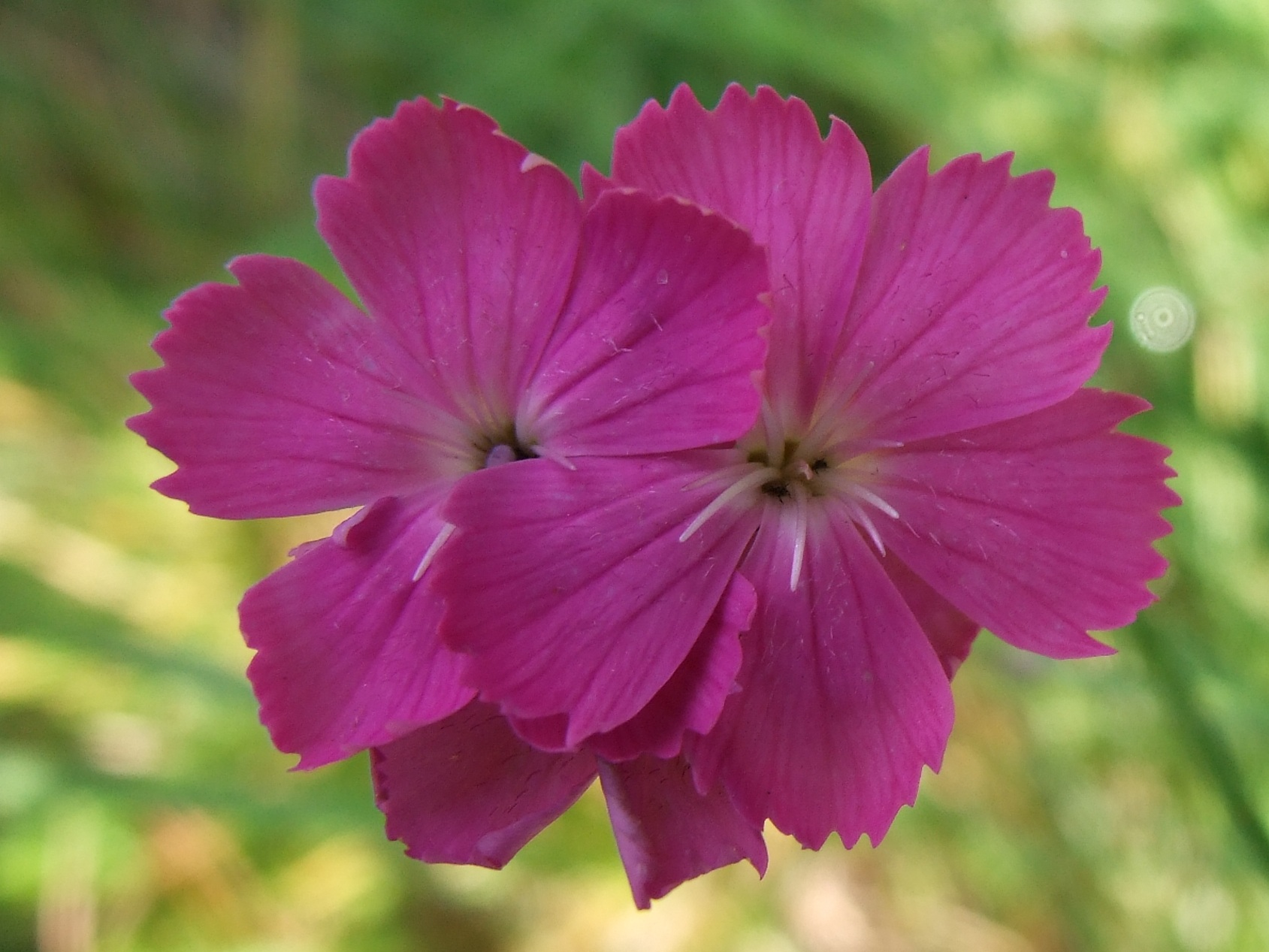
Kwiaty

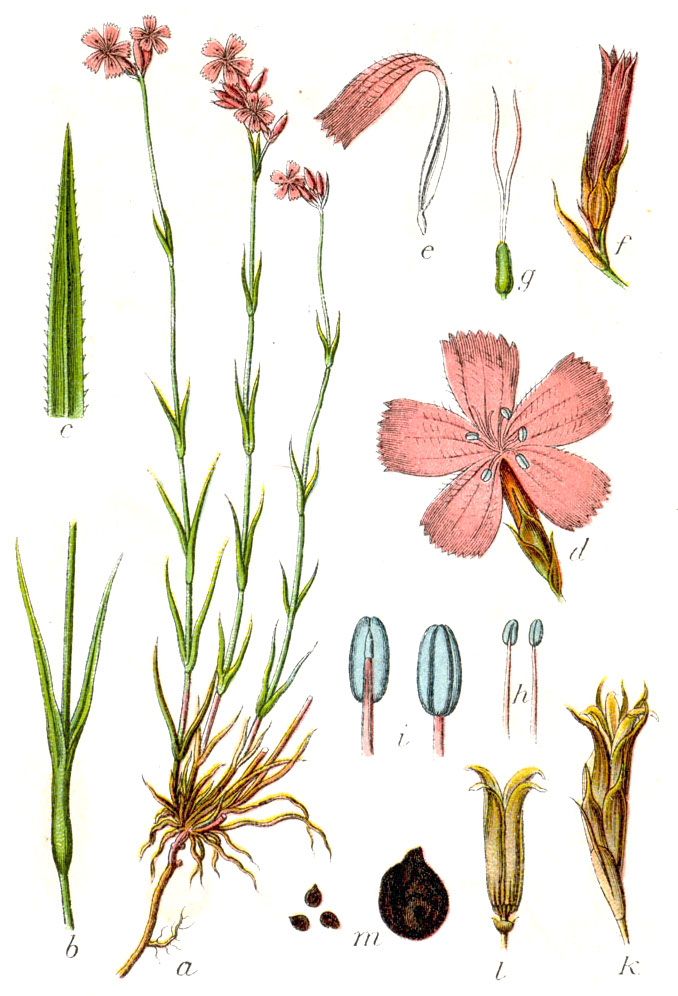
Morfologia

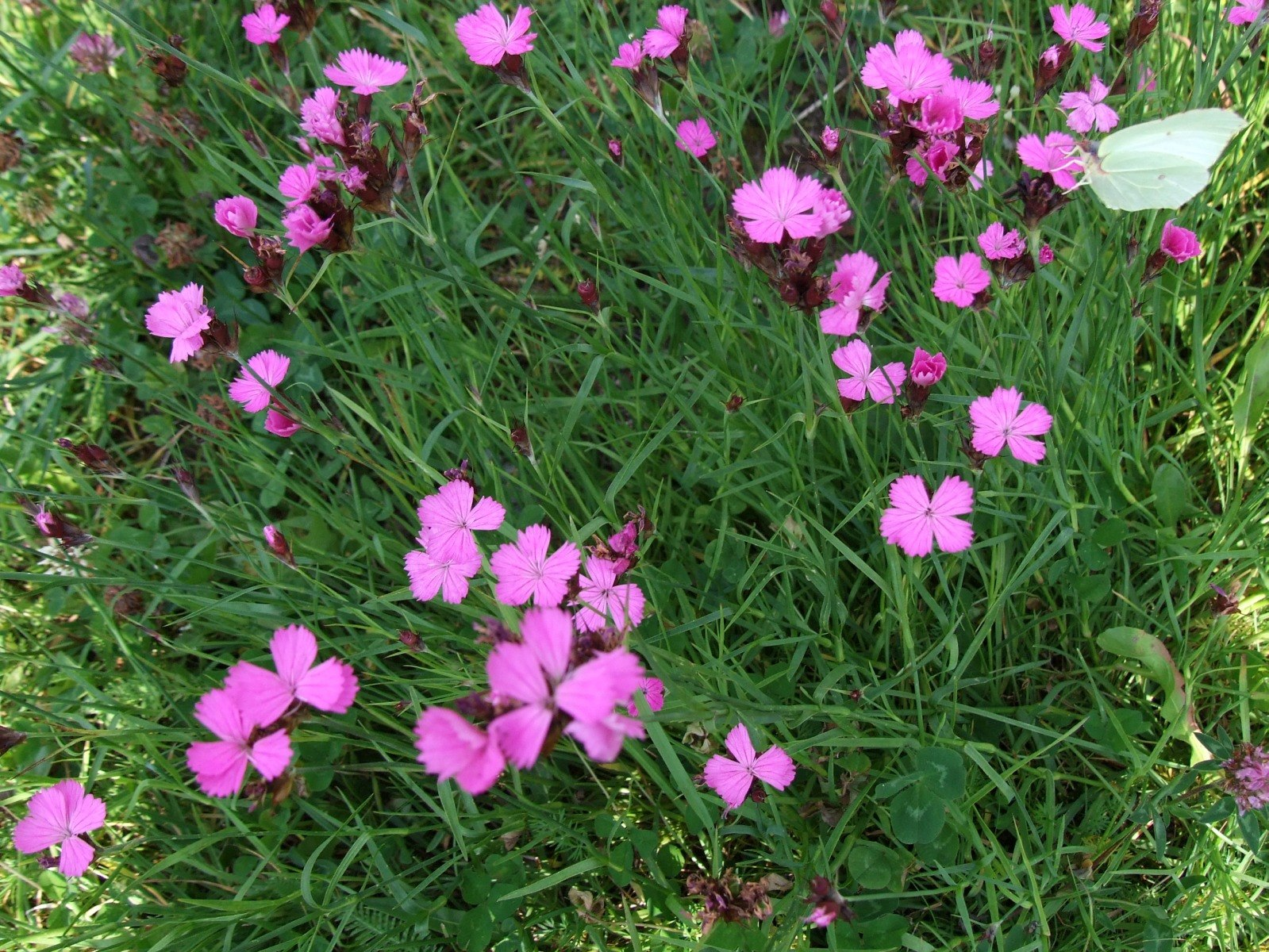
Pokrój

Goździk kartuzek (Dianthus carthusianorum) – gatunek rośliny wieloletniej należący do rodziny goździkowatych. Występuje w środkowej, wschodniej i południowej Europie, oraz w Turcji. W Polsce występuje głównie na niżu i rzadko w niższych położeniach górskich i jest dość pospolity w naturalnym środowisku. W wielu krajach, także w Polsce jest uprawiany jako roślina ozdobna. Status gatunku we florze Polski: gatunek rodzimy lub zadomowiony.

## Morfologia
ŁodygaPojedyncza, wzniesiona, sztywna, o wysokości 15–70 cm. Jest naga i woskowana. Górą jest czterokanciasta i rzadko tylko rozgałęzia się. Z kłącza wyrasta zwykle kilka-kilkanaście łodyg. Czasami występują łodygi płone (bezkwiatowe).
LiścieUlistnienie naprzeciwległe. Liście równowąskie, o nasadach zrośniętych w długą pochwę (o długości trzykrotnie większej od szerokości liścia) obejmującą łodygę, końce zaostrzone. Mają szerokość 1,7-7mm.
KwiatyZebrane na szczycie łodygi w luźną główkę. Są bezszypułkowe i mają jajowatego kształtu, brunatne i łuskowate przysadki, które zwężają się stopniowo w cienki ząbek sięgający połowy długości kielicha. Walcowaty, wielonerwowy kielich brudnopurpurowego koloru, górą ciemniejszy. 5 płatków korony koloru różowego lub czerwonego, na końcach rozszerzonych i ząbkowanych. Z wierzchu zwykle są kosmate, czasami nagie. 5 pręcików i jeden słupek z dwiema nitkowatymi szyjkami.
OwocWydłużona torebka z licznymi okrągłymi i spłaszczonymi nasionami.
KorzeńTworzy silne i rozgałęzione kłącze.

## Biologia i ekologia
Bylina, chamefit. Roślina światłolubna i ciepłolubna. Najczęściej występuje na podłożu wapiennym na suchych murawach, w świetlistych borach sosnowych, suchych łąkach, na piaskach. Zarasta także hałdy. Gatunek charakterystyczny dla klasy (Cl.) Festuco-Brometea, Ass. Sileno otitis-Festucetum. Kwiaty przedprątne, zapylane przez motyle, kwitną od czerwca do września.

## Zmienność
Tworzy mieszańce z goździkiem kosmatym, goździkiem piaskowym, goździkiem kropkowanym i goździkiem pysznym.
Gatunek zmienny, występuje w licznych odmianach:
- Dianthus carthunsianorum var. humilis Griess. – odm. karłowata, zaledwie 5–6 cm wysokości, o 1-2 kwiatach. Występuje głównie na glebach galmanowych.
- Dianthus carthunsianorum var. polonicus (Zapał.) Kulcz. -
- Dianthus carthunsianorum var. commutatus (Zapał.) -
- Dianthus carthunsianorum var. pratensis Neilr.
- Dianthus carthunsianorum var. validus Zapał.

## Uprawa
Szczególnie nadaje się na rabaty, oraz na kwiat cięty. Wymaga słonecznego stanowiska, najlepiej sadzić go na glebach gliniasto-piaszczystych o umiarkowanej wilgotności i lekko zasadowym odczynie. Można go uprawiać z nasion wysiewanych jesienią lub wczesną wiosną, lub z sadzonek wytwarzanych latem.